# كيندال راين
كيندال راين (بالإنجليزية: Kendall Rhine)‏ مواليد 13 فبراير 1943 في إلدورادو، هو لاعب كرة سلة أمريكي معتزل. تم اختياره من قبل فريق أتلانتا هوكس خلال الدرافت. يبلغ طوله 6 قدم 10 بوصة (2.1 م). مثّل منتخب بلاده. حقق المركز الأول في دورة الألعاب الأمريكية 1967.

## الميداليات
| الميدالية | المسابقة                    |
| --------- | --------------------------- |
| ذهبية     | دورة الألعاب الأمريكية 1967 |

## روابط خارجية
- كيندال راين على موقع الاتحاد الدولي لكرة السلة (الإنجليزية)
- كيندال راين على موقع سبورتس رفرنس (الإنجليزية)
- كيندال راين على موقع كلية كرة السلة في سبورتس رفرنس.كوم (الإنجليزية)
- كيندال راين على موقع ريلجم (الإنجليزية)
- كيندال راين على موقع بروبوليرز (الإنجليزية)